# 조니 알메이다
조니 알메이다(Johnny Almeida, John Kameaaloha Almeida, 1897년 11월 28일 ~ 1985년 10월 9일)는 하와이의 작곡왕이며 맹인연주가이다. 또한 가수로서도 유명하다. 클래식한 전통을 지키고, 그 자신의 생애 그것이 바로 산 음악사이기도 하다. 조니 알메이다는 파우오어 골짜기에서 태어났다. 모친은 레이 만들기에 일손이 바빴으며, 그 손에 묻은 나무진(樹液)으로 말미암아 눈을 다쳐, 10세 때는 완전히 앞을 보지 못하게 되었으나, 12세경부터 음악에 정진, 만돌린을 비롯해서 우클렐레 및 노래공부 등을 시작하였다. 21세쯤부터는 작곡도 하여 약 200곡이나 되며, 모두가 독학이었다고 하니 놀라운 일이 아닐 수 없다. 하와이에서 말하는 '루어우 스타일'의 전통을 지켜, 고전적인 창법을 애호하는 많은 팬으로부터의 인기가 높았다. 히트 송으로는 <흔들리는 의자>, <나의 노란 진저의 레이>, <아 오이아> 등 하와이풍 가사로 된 것이 대표적이다.

## 디스코그래피
- John Kameaaloha Almeida (2003) CD (Hana Ola Records)[1]
- "Mauna Loa" (date unknown) with Myrtle K. Hilo And Joe Keawe's Harmony Hawaiians on 49th State Hawaii record company[2]

John Almeida Hawaiians instrumental ensemble
Recording session with Victor April 7, 1935
- "Ua noho a kupa"
- "Across the sea"
- "Kuu ipa pua loke" (also composer)
- "Pauoa hula"
- "Panini pua kea" (also composer)
- "Beautiful Keala" (also arranger)